# Jakość wody w kąpieliskach
Jakość wody w kąpieliskach jest badana w celu ochrony środowiska oraz zdrowia publicznego, a także mając na celu zmniejszenie zanieczyszczenia wody w kąpieliskach oraz ochronę takiej wody przed dalszym zanieczyszczeniem.
W Unii Europejskiej od 2006 r. obowiązują kryteria oceny jakości wody w kąpielisku dyrektywy 2006/7/WE, które zostały uzupełnione o wymagania jakościowe wody. Europejska Agencja Środowiska przez jakiś czas mimo to prezentowała wyniki badań co do jakości wody w kąpieliskach względem poprzedniej Dyrektywy 76/160/EEC.

## Oceny jakości wody w latach 1975–2014 w UE
W 1975 r. Rada Unii Europejskiej określiła wymogi jakościowe dla wody w kąpieliskach, gdzie zostały ustalone parametry wytyczne (G) oraz obowiązkowe (I) Dyrektywy 76/160/EEC. 
| Wynik                                        |
| -------------------------------------------- |
| Kąpielisko spełnia wymogi wytyczne (G)       |
| Kąpielisko spełnia wymogi obowiązkowe (I)    |
| Kąpielisko nie spełnia wymogów obowiązkowych |
| Kąpielisko zamknięte lub nieczynne           |
| Niewystarczająca ilość próbek                |
| Brak badania                                 |

| Parametr | Wymogi wytyczne (G)                | Wymogi obowiązkowe (I)                                   | Uwagi                                                                               |
| --- | ---------------------------------- | -------------------------------------------------------- | ----------------------------------------------------------------------------------- |
| Wymogi mikrobiologiczne |                                    |                                                          |                                                                                     |
| Pałeczka okrężnicy (bakterie E.coli) ogółem | ≤ 500/100 ml                       | ≤ 10000/100 ml                                           | Fermentacja w wielu probówkach. Subkultury w dodatnich probówkach na potwierdzenie. |
| Pałeczka okrężnicy (bakterie E.coli) w odchodach | ≤ 100/100 ml                       | ≤ 2000/100 ml                                            |                                                                                     |
| Paciorkowce w odchodach | ≤ 100/100 ml                       | ≤ 2000/100 ml                                            |                                                                                     |
| Salmonella |                                    | 0/ 1 litr                                                |                                                                                     |
| Enterowirusy |                                    | 0 PFU/ 10 litrów                                         |                                                                                     |
| Wymogi fizyczno-chemiczne |                                    |                                                          |                                                                                     |
| pH |                                    | 6—9                                                      | Elektrometria z kalibracją na pH 7 i 9                                              |
| Kolor |                                    | Brak anormalnych zmian w kolorze                         |                                                                                     |
| Oleje mineralne | ≤ 0,3 mg/litr                      | Brak widocznego filmu na powierzchni wody i brak zapachu |                                                                                     |
| Substancje aktywne na powierzchni reagujące z niebieskim metylenem | ≤ 0,3 mg/litr (siarczan laurylowy) | Brak trwałej piany                                       |                                                                                     |
| Fenole (wskaźniki fenolu) | ≤ 0,005 mg/litr C6H5OH             | ≤ 0,005                                                  |                                                                                     |
| Przejrzystość | do 2 m                             | do 1 m                                                   |                                                                                     |
| Rozpuszczony tlen % saturacji | od 80% do 120%                     | –                                                        | Metoda Winklera lub metoda elektrometryczna (miernik tlenu)                         |
| Pozostałości smoliste oraz materiały pływające, takie jak drewno, przedmioty plastikowe, butelki, pojemniki szklane, plastikowe, skórzane lub wszelkie inne substancje. Odpady lub odłamki. | brak                               |                                                          |                                                                                     |
| Amoniak |                                    |                                                          |                                                                                     |
| Azot Kjeldahla |                                    |                                                          |                                                                                     |
| Inne substancje uważane za wskaźnik zanieczyszczenia |                                    |                                                          |                                                                                     |
| Pestycydy (paration, HCH, dieldrina) |                                    |                                                          | Ekstrakcja odpowiednimi rozpuszczalnikami i badanie chromatograficzne               |
| Metale ciężkie takie jak: arsen, kadm, chrom, ołów, rtęć |                                    |                                                          | Absorpcja atomowa, ewentualnie poprzedzona ekstrakcją                               |
| Cyjanki |                                    |                                                          | Spektrofotometria absorpcyjna z wykorzystaniem właściwego odczynnika                |
| Azotany i fosforany |                                    |                                                          | Spektrofotometria absorpcyjna z wykorzystaniem właściwego odczynnika                |

Powyższe wymagania dyrektywy 76/160/EWG nadal mają zastosowanie wobec państw członkowskich, w których transpozycja nowej dyrektywy (z 2006 r.) nie została zakończona.

## Oceny jakości wody od 2015 w UE
W 2006 r. Parlament Europejski i Rada Unii Europejskiej określiła w nowej dyrektywie kąpieliskowej kryteria oceny jakości wody w kąpielisku przeprowadzanej przez państwa członkowskie od sezonu kąpielowego 2015 r.
Klasyfikacja wody w kąpielisku:
- „niedostateczną”,
- „dostateczną”,
- „dobrą”,
- „doskonałą”.

| Parametr                              | Jakość doskonała | Jakość dobra   | Jakość dostateczna | Metody referencyjne analizy |
| ------------------------------------- | ---------------- | -------------- | ------------------ | --------------------------- |
| Enterokoki jelitowe                   | 100 jtk/100 ml   | 200 jtk/100 ml | 185 jtk/100 ml     | ISO 7899-1 lub ISO 7899-2   |
| Pałeczka okrężnicy (Escherichia coli) | 250 jtk/100 ml   | 500 jtk/100 ml | 500 jtk/100 ml     | ISO 9308-3 lub ISO 9308-1   |

| Parametr                              | Jakość doskonała | Jakość dobra    | Jakość dostateczna | Metody referencyjne analizy |
| ------------------------------------- | ---------------- | --------------- | ------------------ | --------------------------- |
| Enterokoki jelitowe                   | 200 jtk/100 ml   | 400 jtk/100 ml  | 330 jtk/100 ml     | ISO 7899-1 lub ISO 7899-2   |
| Pałeczka okrężnicy (Escherichia coli) | 500 jtk/100 ml   | 1000 jtk/100 ml | 900 jtk/100 ml     | ISO 9308-3 lub ISO 9308-1   |

W 2011 r. Komisja Europejska ustanowiła symbole informujące o klasyfikacji wody w kąpielisku, a także symbole informujące o zakazie kąpieli lub zaleceniu niekąpania się.

## Wymagania jakościowe wody w kąpieliskach w Polsce
W Polsce została już dokonana transpozycja nowej dyrektywy 2006/7/WE dot. oceny oraz klasyfikacji wody w kąpielisku. Wymagania mikrobiologiczne zostały już wprowadzone w polskim prawie przez Minister Zdrowia w 2011 r.
| Parametr                              | Wartość dopuszczalna              | Metody referencyjne badań             |
| ------------------------------------- | --------------------------------- | ------------------------------------- |
| Enterokoki jelitowe                   | ≤400 jtk/100 ml (lub NPL/100 ml)  | ISO 7899-1 lub ISO 7899-2             |
| Pałeczka okrężnicy (Escherichia coli) | ≤1000 jtk/100 ml (lub NPL/100 ml) | PN-EN ISO 9308-3 lub PN-EN ISO 9308-1 |

Inne wymagania nadzorowane wizualnie:
- brak → Zakwit sinic (smugi, kożuch, piana)
- brak → Rozmnożenie się makroalg lub fitoplanktonu morskiego
- brak → Obecność w wodzie zanieczyszczeń, takich jak materiały smoliste powstające wskutek rafinacji, destylacji lub jakiejkolwiek obróbki pirolitycznej w szczególności pozostałości podestylacyjnych, lub szkło, tworzywa sztuczne, guma oraz inne odpady (w ilości nie dającej się natychmiast usunąć)